# Štefana Votrubová
Štěpána Votrubová (12. června 1890, Ružomberok, Rakousko-Uhersko - 31. března 1968, Bratislava, ČSSR), byla slovenská publicistka a aktivistka v ženském hnutí Živena.

## Životopis
Narodila se v zemanské rodině MUDr. Jozefa Burjana. Její matka Amálie Kunay-Makovická pocházela z vlivné podnikatelské a aktivistické rodiny Daniela Makovického. Vystudovala německou měšťanskou školu v Těšíně. Byla zakládající členka a organizátorka ženského hnutí Živena. S manželem Františkem Votruba v letech 1918–1929 redigovala a vydávala populární dětský časopis Oriešky. K 80. narozeninám Eleny Maróthy-Šoltésové vydala roce 1931 knihu Živena, její osudy a práce. Jako autorka literárních rysů mimo jiné přispěla roce 1954 do sborníku Hviezdoslav v kritike a vzpomienkách. Překládala z francouzštiny a němčiny. Pomáhala svému manželovi v redaktorské a literárně-kritické činnosti, roku 1961 se stala spoluredaktorkou souboru Korešpondencia Františka Votrubu (1902–1944).